# UFC on Fox: Emmett vs. Stephens
UFC on Fox: Emmett vs. Stephens var en MMA-gala som arrangerades av Ultimate Fighting Championship och ägde rum 24 februari 2018 i Orlando i USA. 

## Resultat
1. ↑  Catchweight 126,5 lbs.[2]